# Camponotus pulchellus
Camponotus pulchellus är en myrart som beskrevs av Auguste-Henri Forel 1894. Camponotus pulchellus ingår i släktet hästmyror, och familjen myror. Inga underarter finns listade.